# Emmanuel Maquet
Emmanuel Maquet (nascido em 2 de junho de 1968) é um político republicano francês que representa o terceiro eleitorado de Somme na Assembleia Nacional desde 2017.